# Trichoncus varipes
Trichoncus varipes là một loài nhện trong họ Linyphiidae.
Loài này thuộc chi Trichoncus. Trichoncus varipes được J. Denis miêu tả năm 1965.